# 蛋糕
蛋糕是一種由麵粉、糖和其他成分製成的甜食，通常經過烘烤製成。

## 歷史
考古學家的文獻中法老墓中有一幅描繪古埃及人製作蛋糕的浮雕，古希臘人稱蛋糕為 πλακοῦς（plakous），源於“扁平”一詞 πλακόεις（plakoeis）。它是用麵粉與雞蛋、牛奶、堅果和蜂蜜混合而成的。他們還有一種叫做“satura”的蛋糕，是一種扁平的重蛋糕。在羅馬時期，蛋糕的名稱變成了源自希臘語的“胎盤”。胎盤在糕點底座或糕點盒內烘烤。是於英國13世紀開始了蛋糕cake的使用，源自於舊北歐語卡卡kaka的派生詞。
據說因成本高昂加上複雜的工藝在當時只有貴族才有辦法吃到蛋糕，因此在貴族們宴會上蛋糕變成不能缺少的部分。不管是早期的埃及人或是中世紀的歐洲人，他們當時的「蛋糕」都不是我們現在看到的樣子。到了17世紀，出現了用木材或錫製成的蛋糕箍被用來製作蛋糕，這樣ㄧ來蛋糕就可以有整齊的圓形了。希臘人發明了啤酒作為發酵劑，用山羊奶製作芝士蛋糕。在古羅馬，基本的麵包麵團有時會加入黃油、雞蛋和蜂蜜，製作出甜美的蛋糕狀烘焙食品。英國早期的蛋糕本質上也是麵包：“蛋糕”和“麵包”最明顯的區別是蛋糕的圓形扁平形狀，以及烹飪時蛋糕翻面一次，而麵包直立的烹飪方法在整個烘烤過程中。用打好的雞蛋發酵的海綿蛋糕起源於文藝復興時期，可能在西班牙。在大蕭條時期，糖蜜過剩，需要為美國數百萬經濟蕭條的人提供容易製作的食物。後來，在戰後繁榮時期，其他美國公司（尤其是通用磨坊）進一步發展了這一理念，以方便的原則營銷蛋糕混合物，尤其是對家庭主婦。當1950年代銷量大幅下降時，營銷人員發現烘焙蛋糕曾經是家庭主婦可以鍛煉技能和創造力的一項任務，現在變得令人沮喪。這是美國意識形態歷史上的一個時期，女性從戰時勞動力中退休，被限制在家庭領域，同時仍然暴露在美國蓬勃發展的消費主義之下。2015年9月，阿聯酋一個慶祝生日暨訂婚的蛋糕成為全球最貴蛋糕，用上真鑽石作裝飾，價值4,850萬英鎊，蛋糕以時裝表演為主題，長1.83米、重450公斤，包括一顆5.2克拉粉鑽、6.4克拉黃鑽以及15顆5克拉鑽石，共值3,000萬鎊；另還有4,000顆細鑽和紫水晶及祖母綠等寶石。
而每年的11月26日，正是著名的「國際蛋糕日」，國際蛋糕日起源於2020年11月26日，而其宗旨為：紀念蛋糕的重要性。國際蛋糕日象徵著蛋糕對於世界的重要性，不僅能代表一份愛情的象徵，也能用於慶祝各種活動及事務，可說是自古以來最偉大的發明之一。

## 品種
蛋糕大致分為幾類，主要基於成分和混合技術。雖然蛋糕和麵包之間區別的明確例子很容易找到，但精確的分類一直難以捉摸。奶油蛋糕由奶油、糖、雞蛋和麵粉製成。他們依靠長時間攪拌的奶油和糖的組合將空氣融入麵糊中。經典的磅蛋糕是用一磅奶油、糖、雞蛋和麵粉製成的。另一種奶油蛋糕的名稱來源於所用成分的比例是1-2-3-4蛋糕：1杯奶油、2杯糖、3杯麵粉和 4個雞蛋。這個蛋糕是在北卡羅來納州定居的美國先驅者中最常見的蛋糕之一。發酵粉存在於許多黃油蛋糕中，例如維多利亞海綿蛋糕。天使蛋糕是一種僅使用雞蛋蛋白的白色蛋糕，傳統上是在管式平底鍋中烘烤的。法國 Génoise 是一種包含澄清奶油的海綿蛋糕。裝飾華麗、配料豐富的海綿蛋糕有時被稱為“蛋糕”，在法語中是蛋糕的意思。戚風蛋糕是添加了植物油的海綿蛋糕，可以增加水份。巧克力蛋糕是黃油蛋糕、海綿蛋糕或其他用融化的巧克力或可可粉調味的蛋糕。一個雞蛋蛋糕是用一個雞蛋做的。它們可以用奶油或植物起酥油製成。當一個蛋糕使用兩個雞蛋太貴時，一個雞蛋蛋糕是一種經濟的食譜。蘭開夏郡求婚蛋糕是未婚妻為未婚妻烤製的水果蛋糕，該蛋糕被描述為“介於堅硬的海綿之間——麵粉、油脂和雞蛋的比例比維多利亞海綿蛋糕高——和脆餅底，證明了準新娘的烘焙技巧”，傳統上它是一種兩層蛋糕，上面放滿草莓或覆盆子和鮮奶油。

## 图库

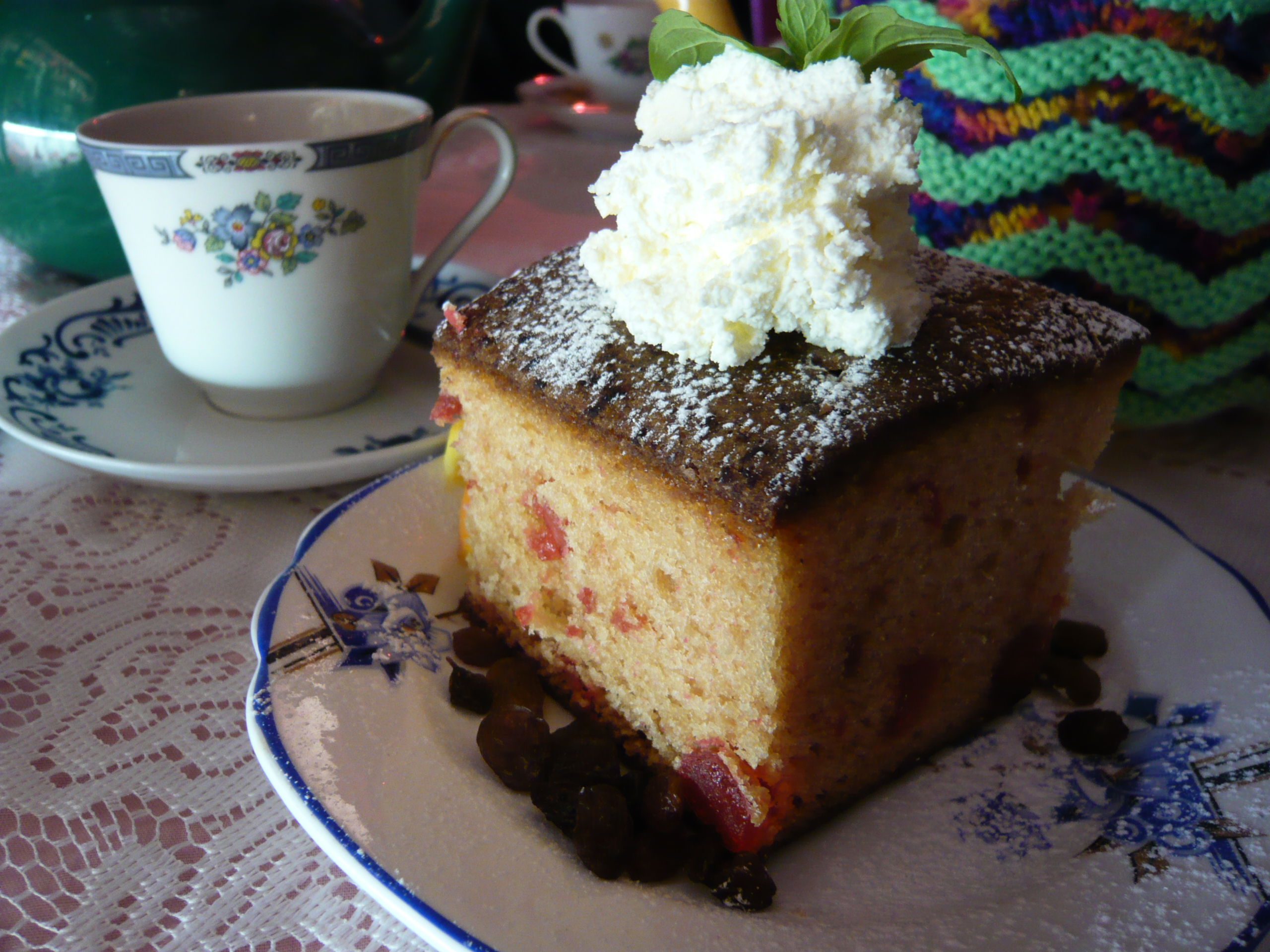
馬德拉島蛋糕
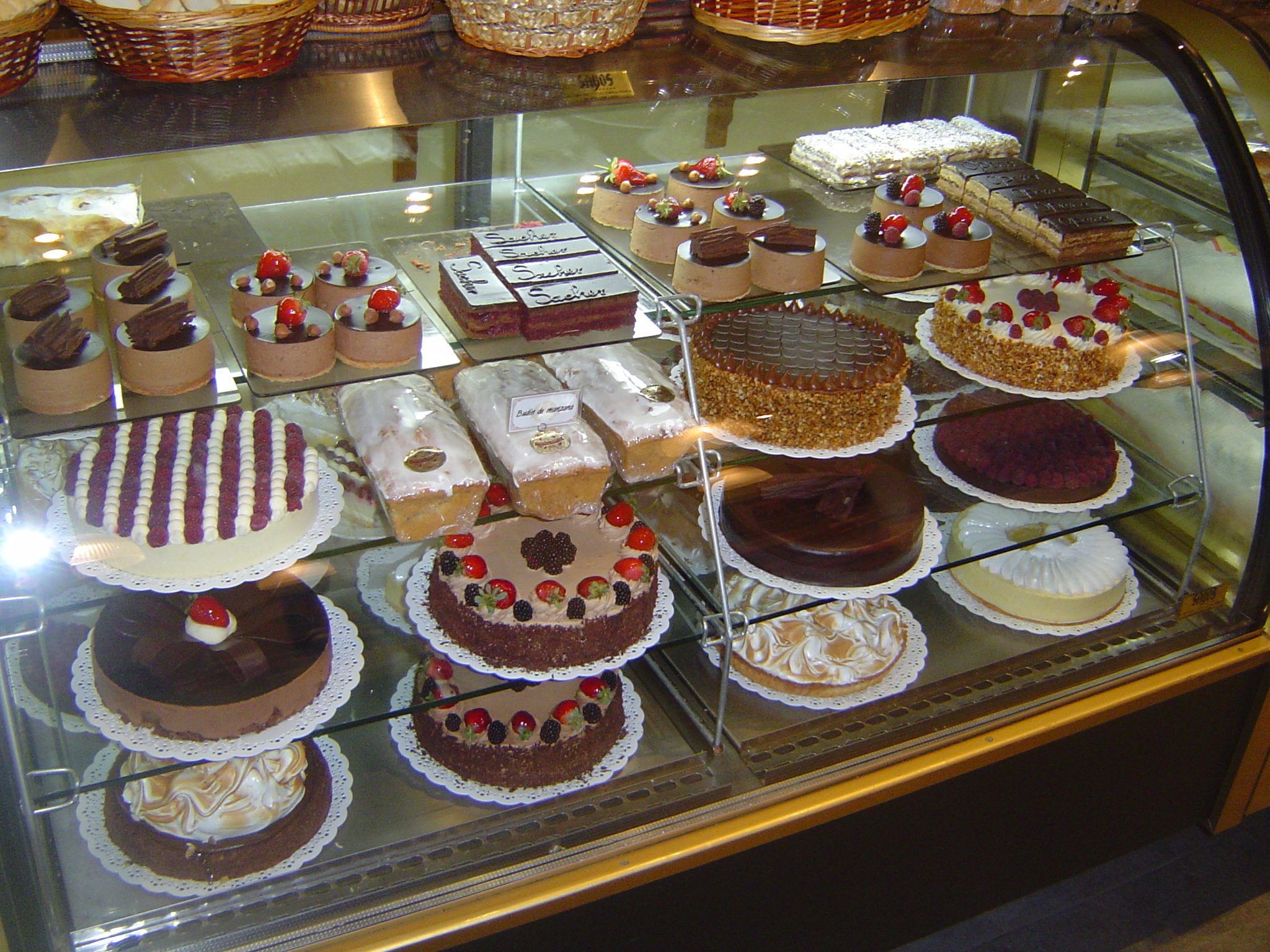
蛋糕店各種不同的蛋糕
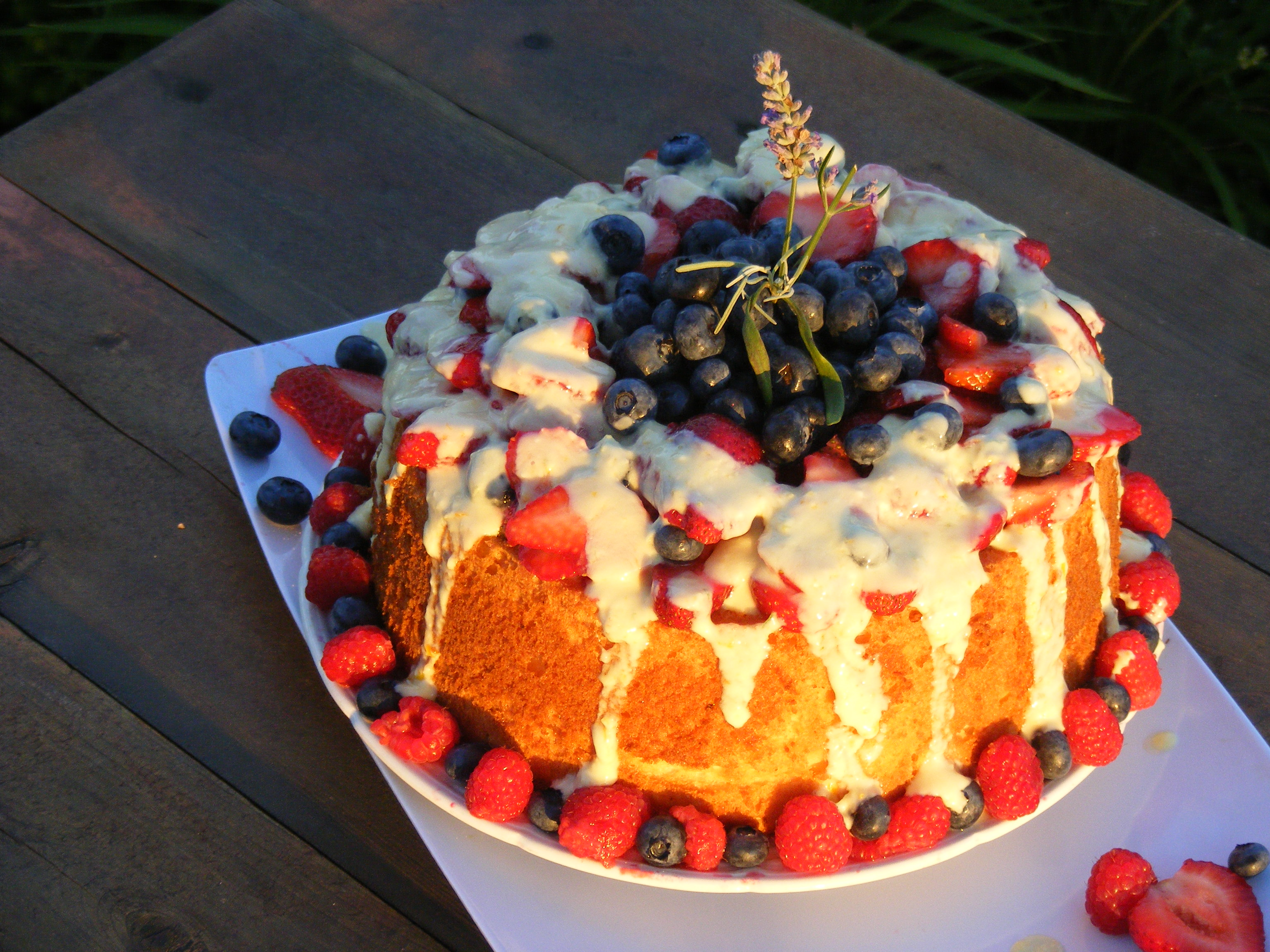
天使蛋糕
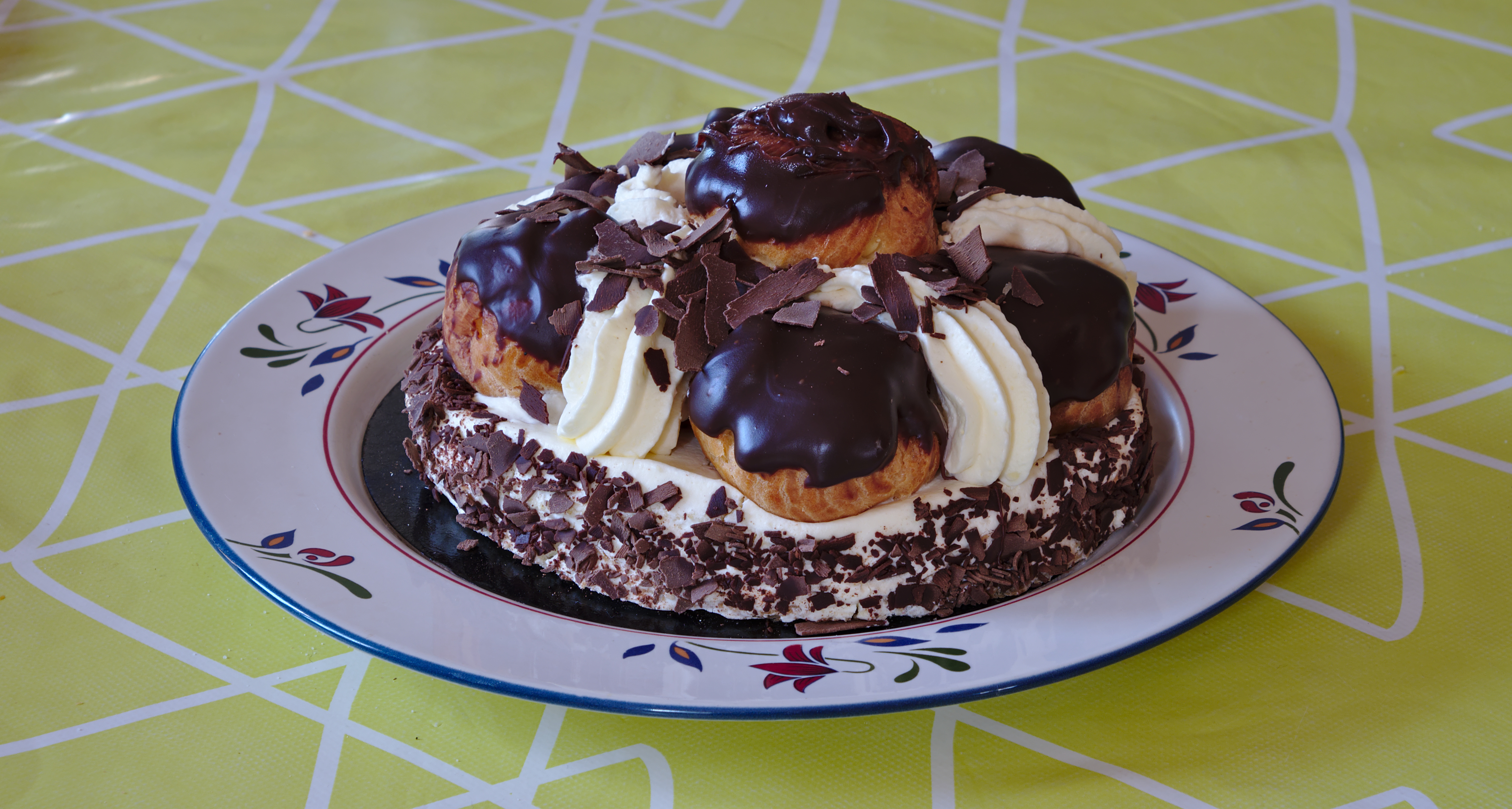
巧克力奶油泡芙蛋糕
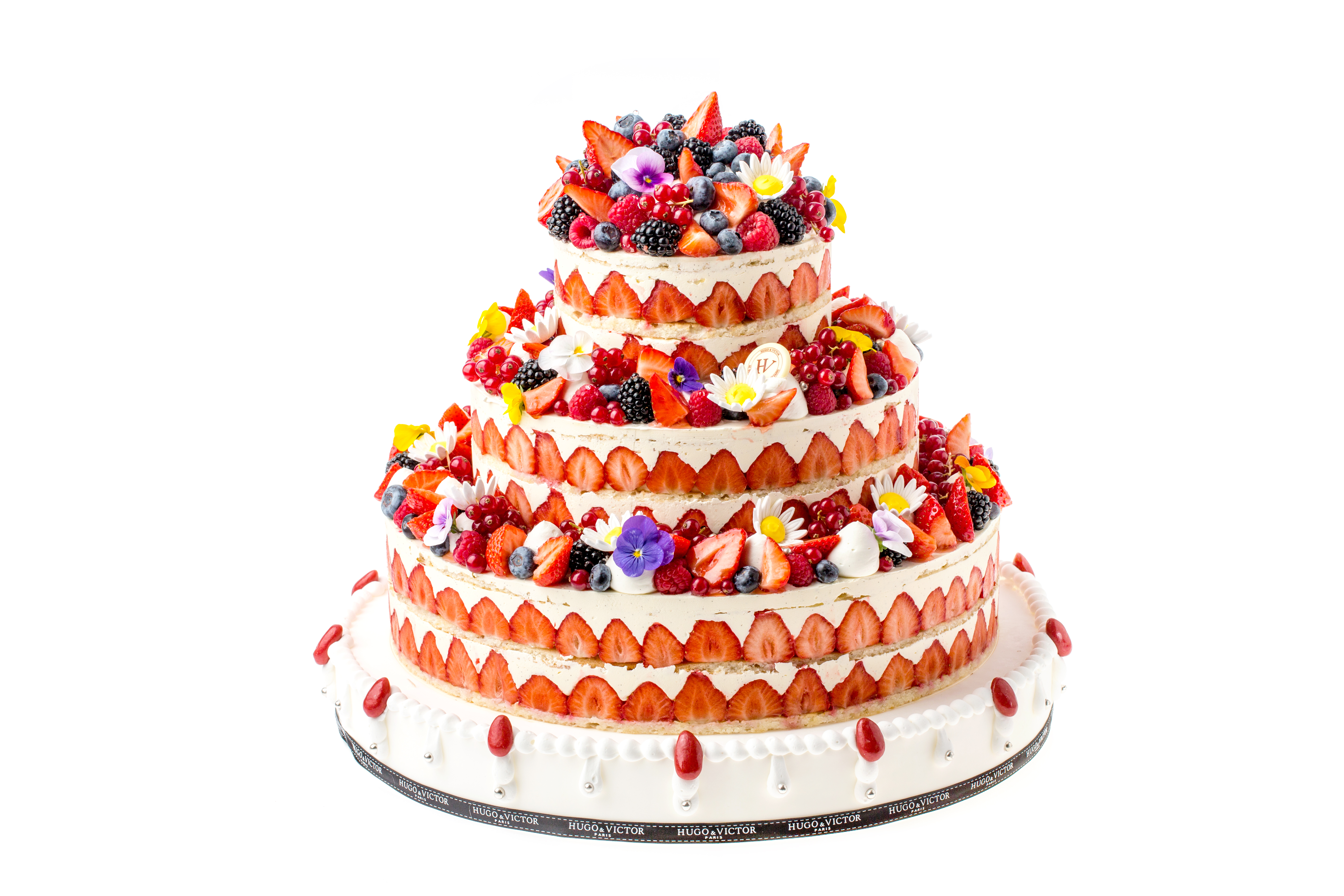
生日蛋糕
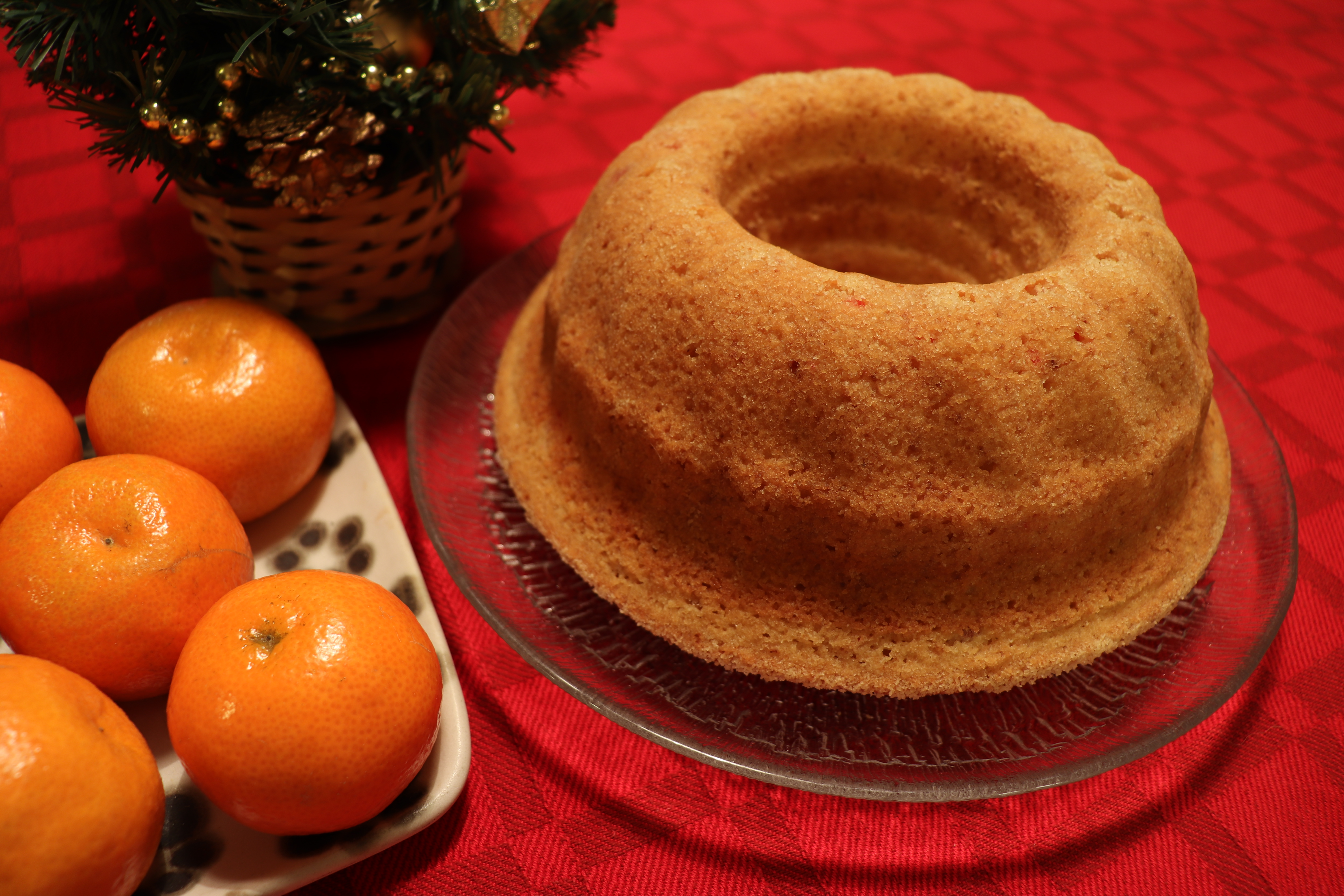
櫻桃蛋糕
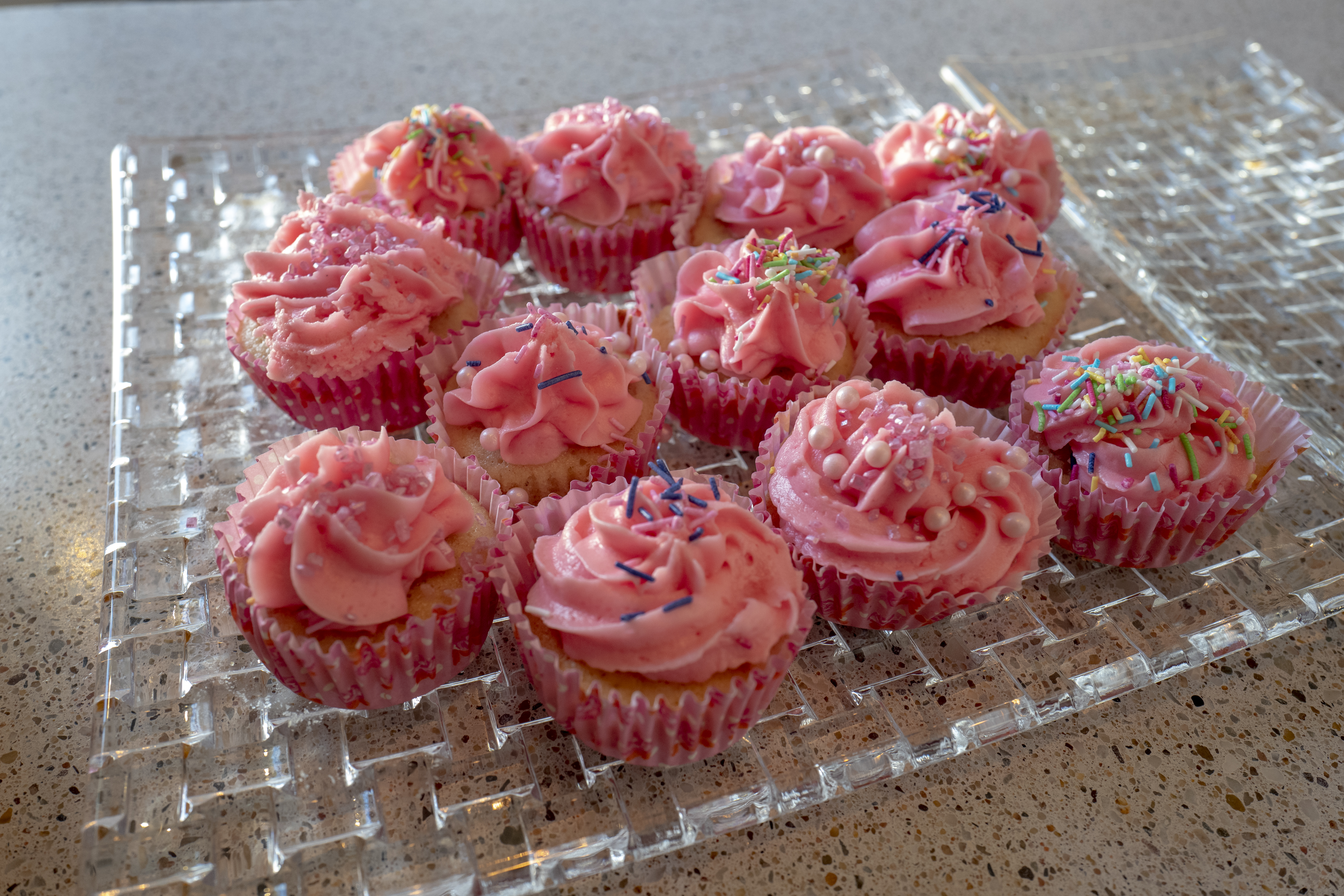
紙杯蛋糕
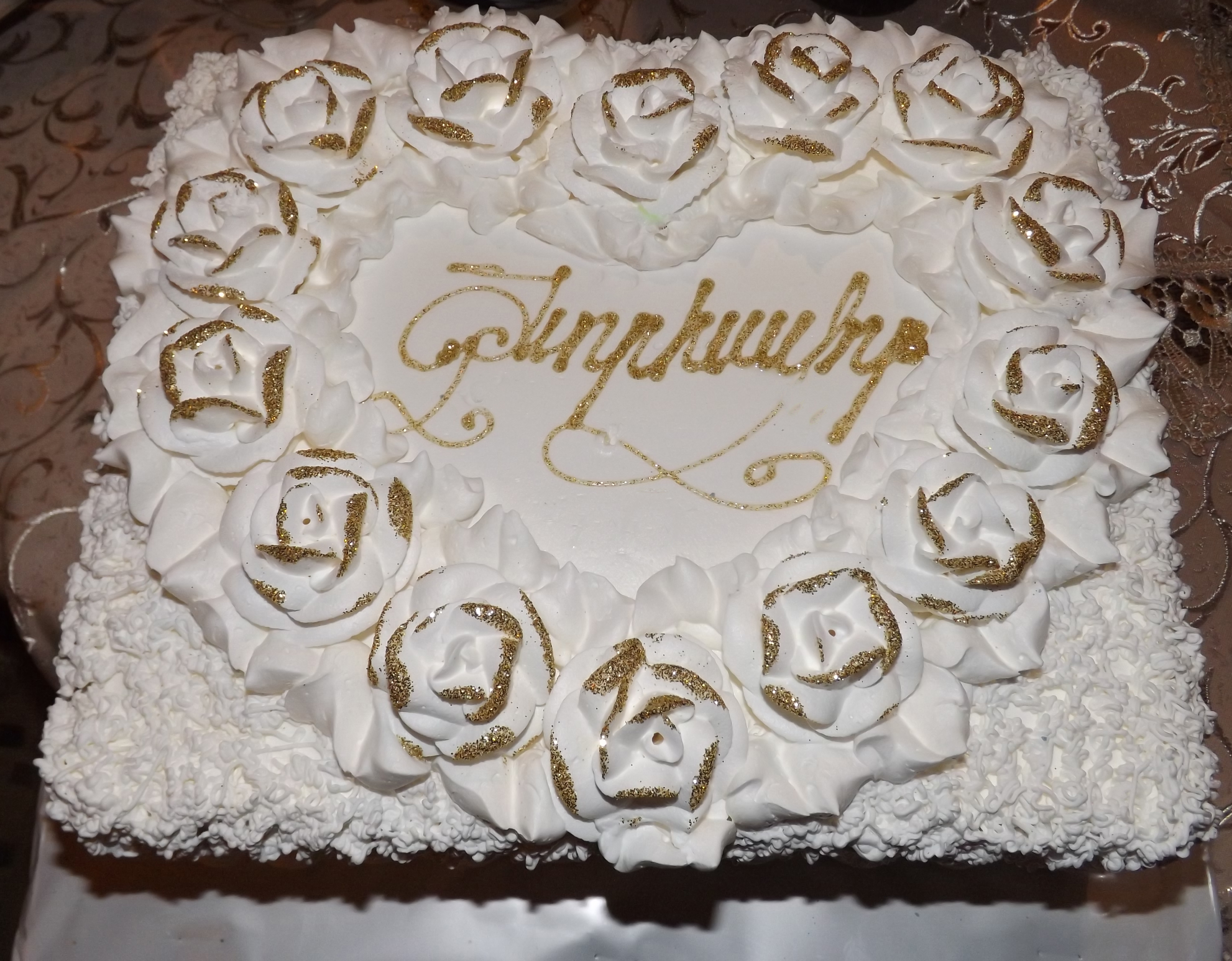
白色玫瑰花心型
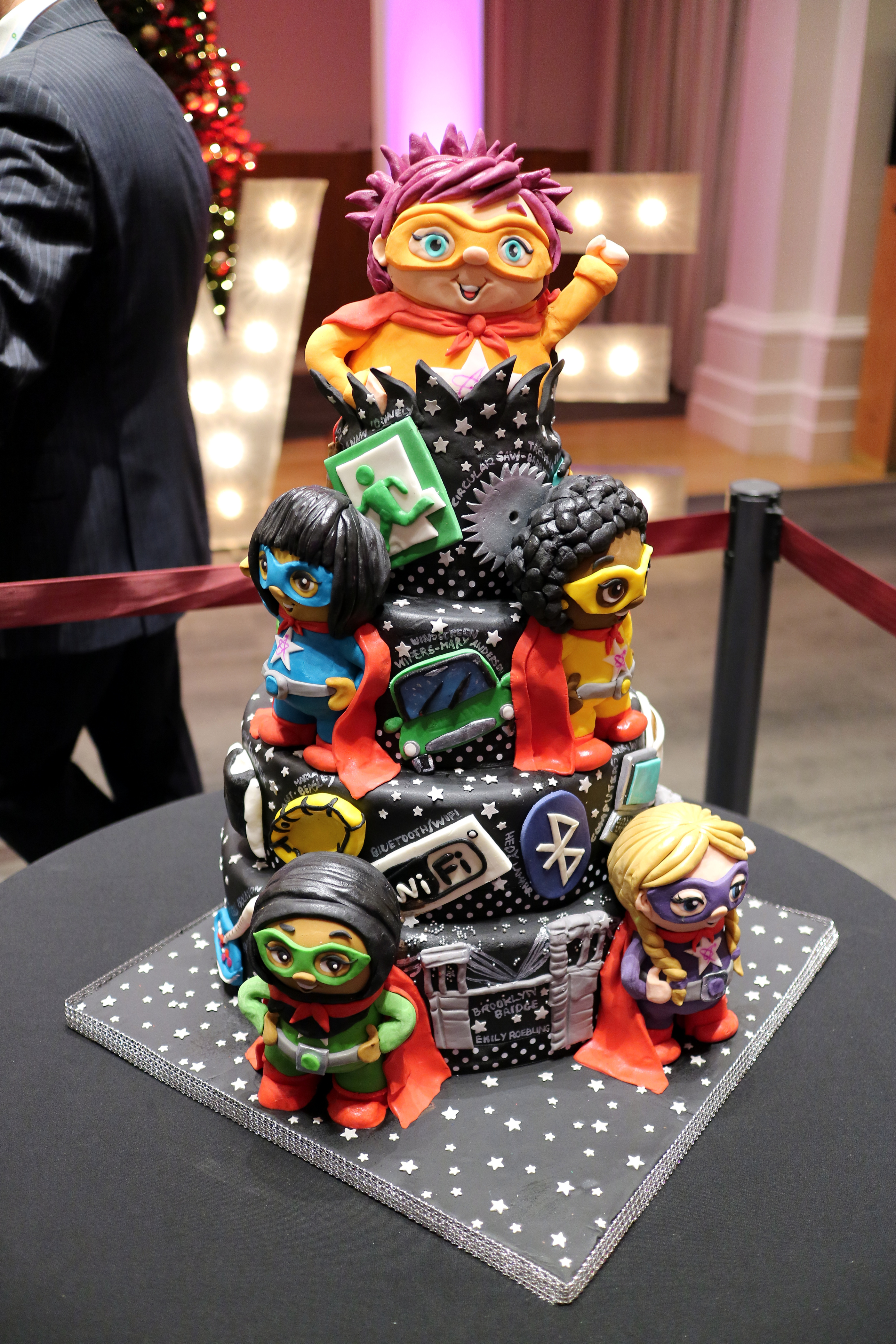
造型蛋糕
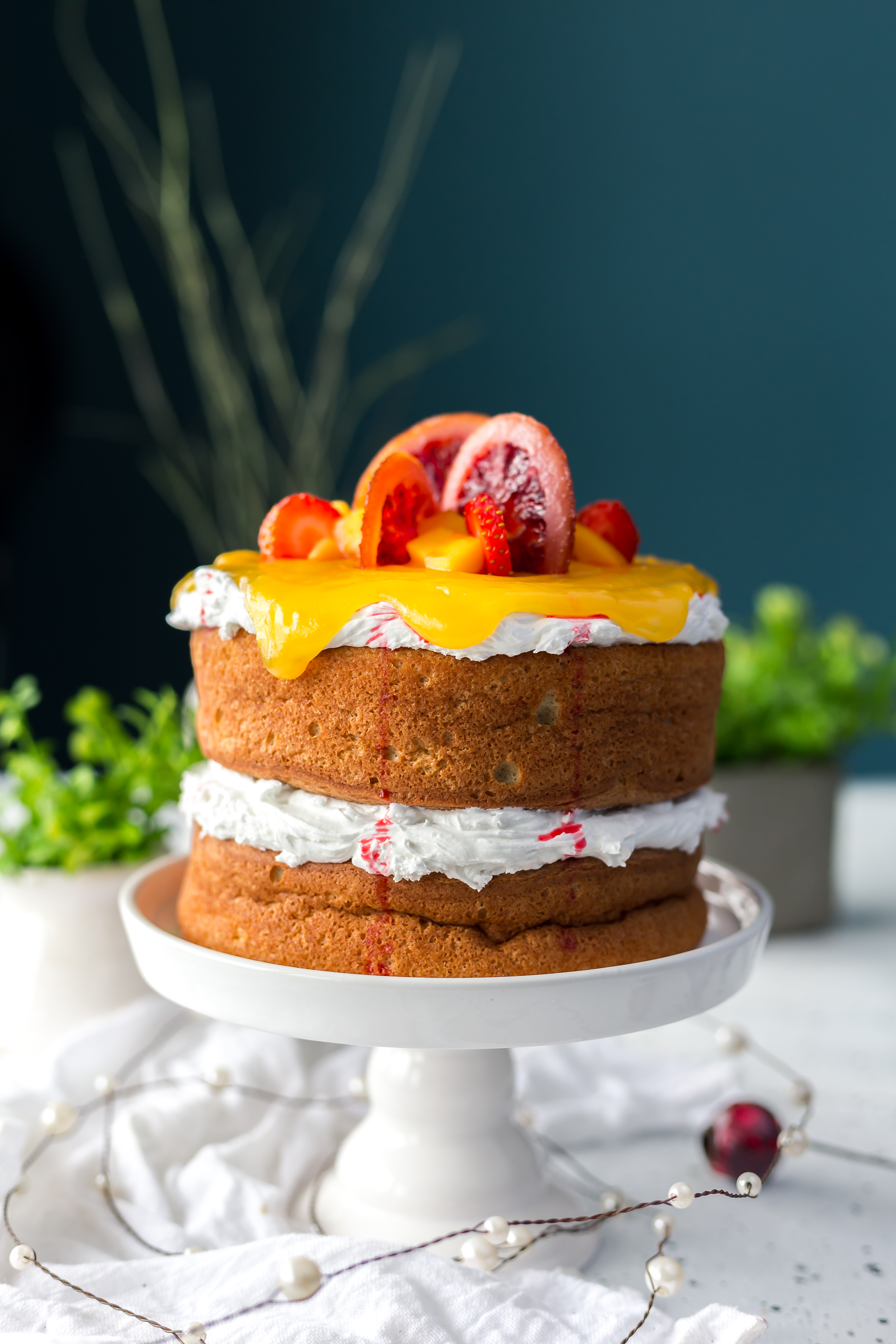
海綿蛋糕
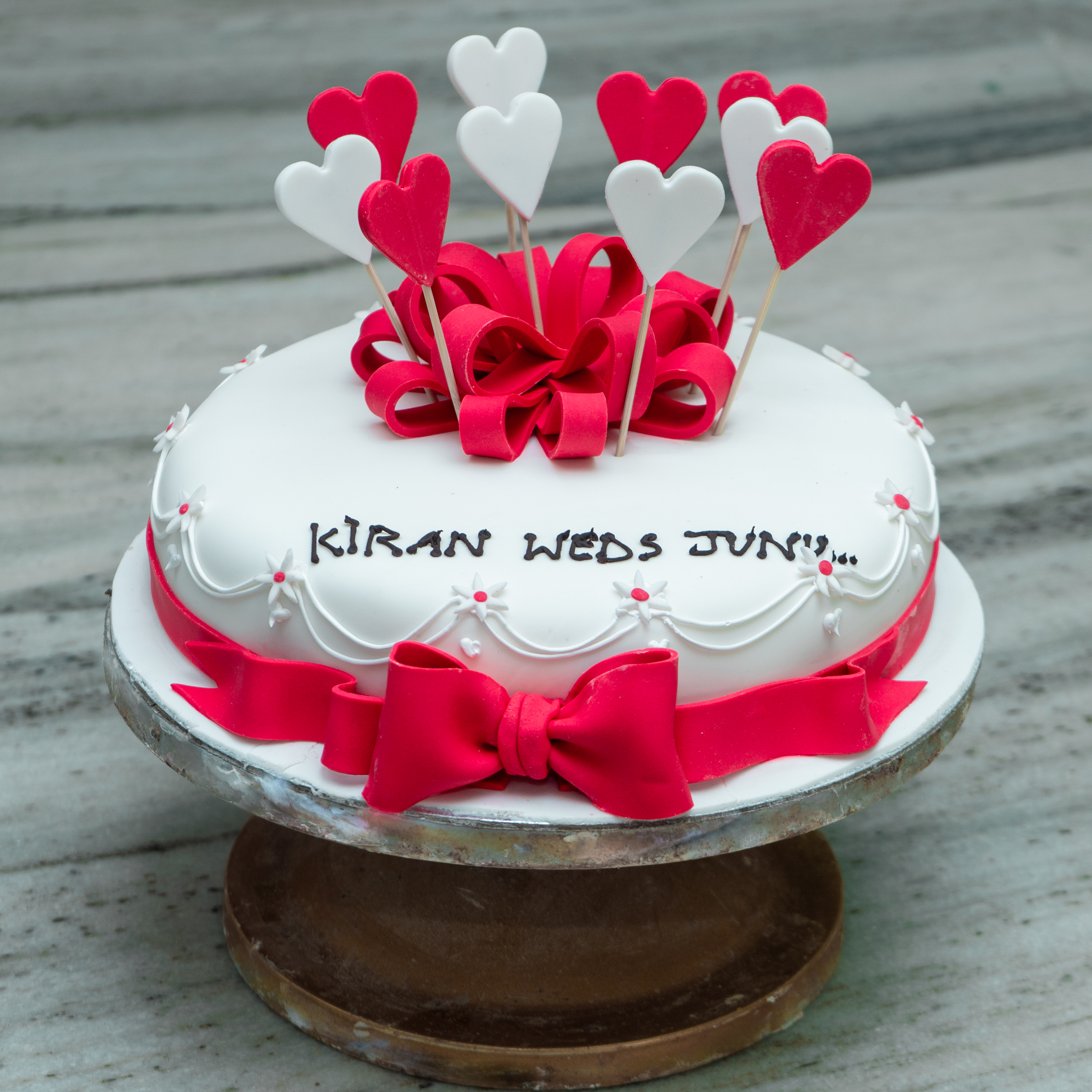
結婚蛋糕
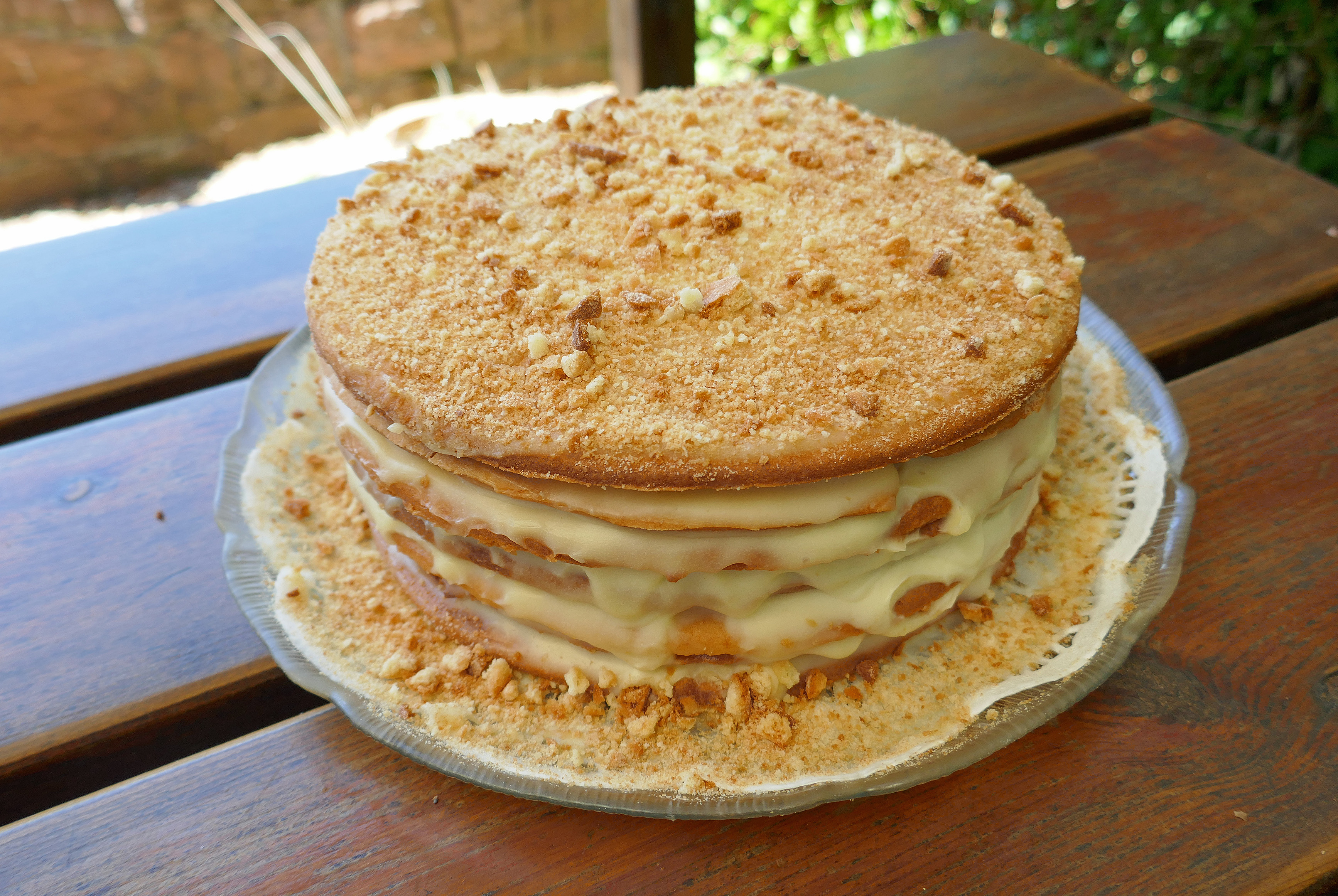
蜜糖蛋糕
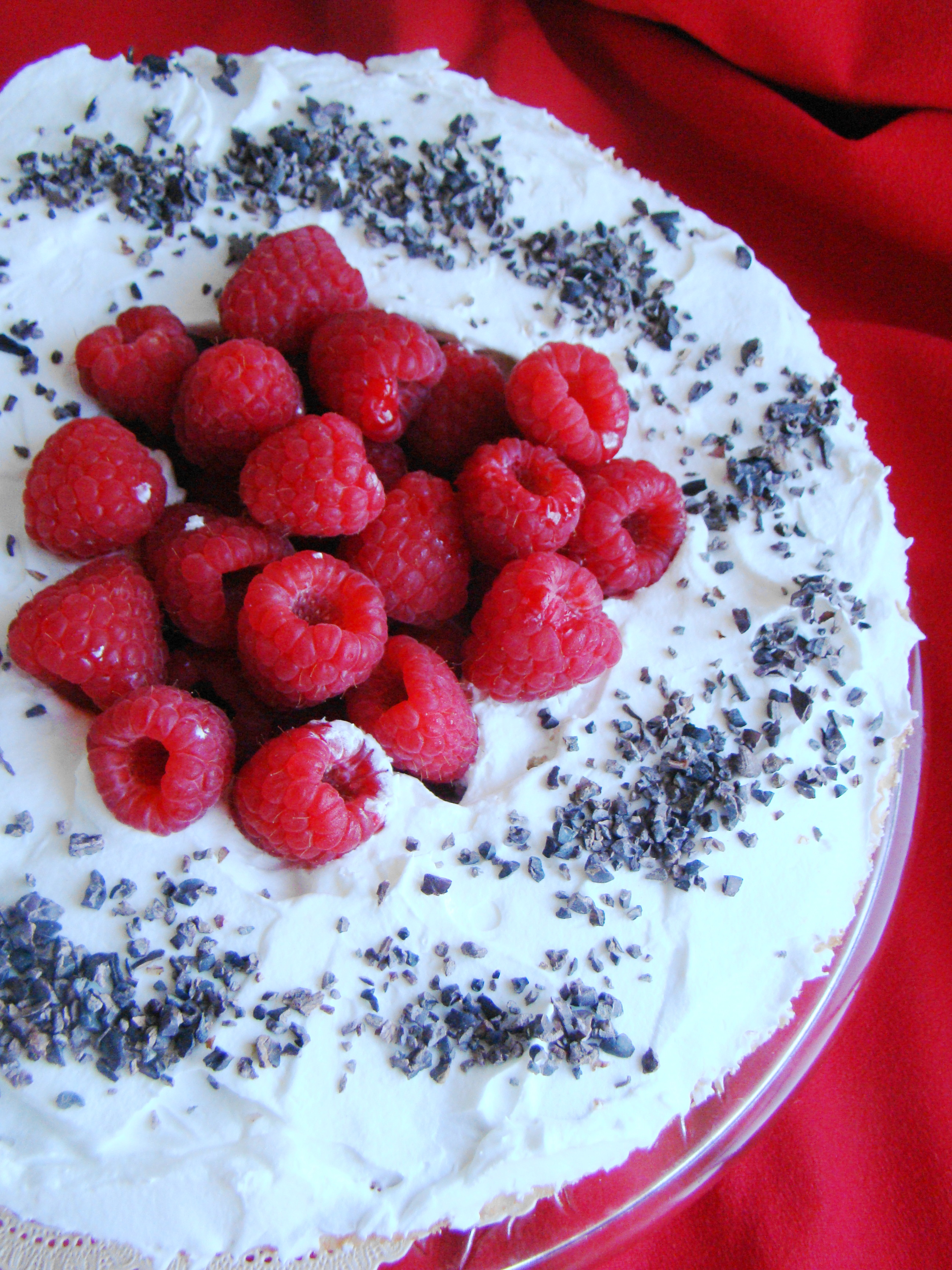
純素蛋糕
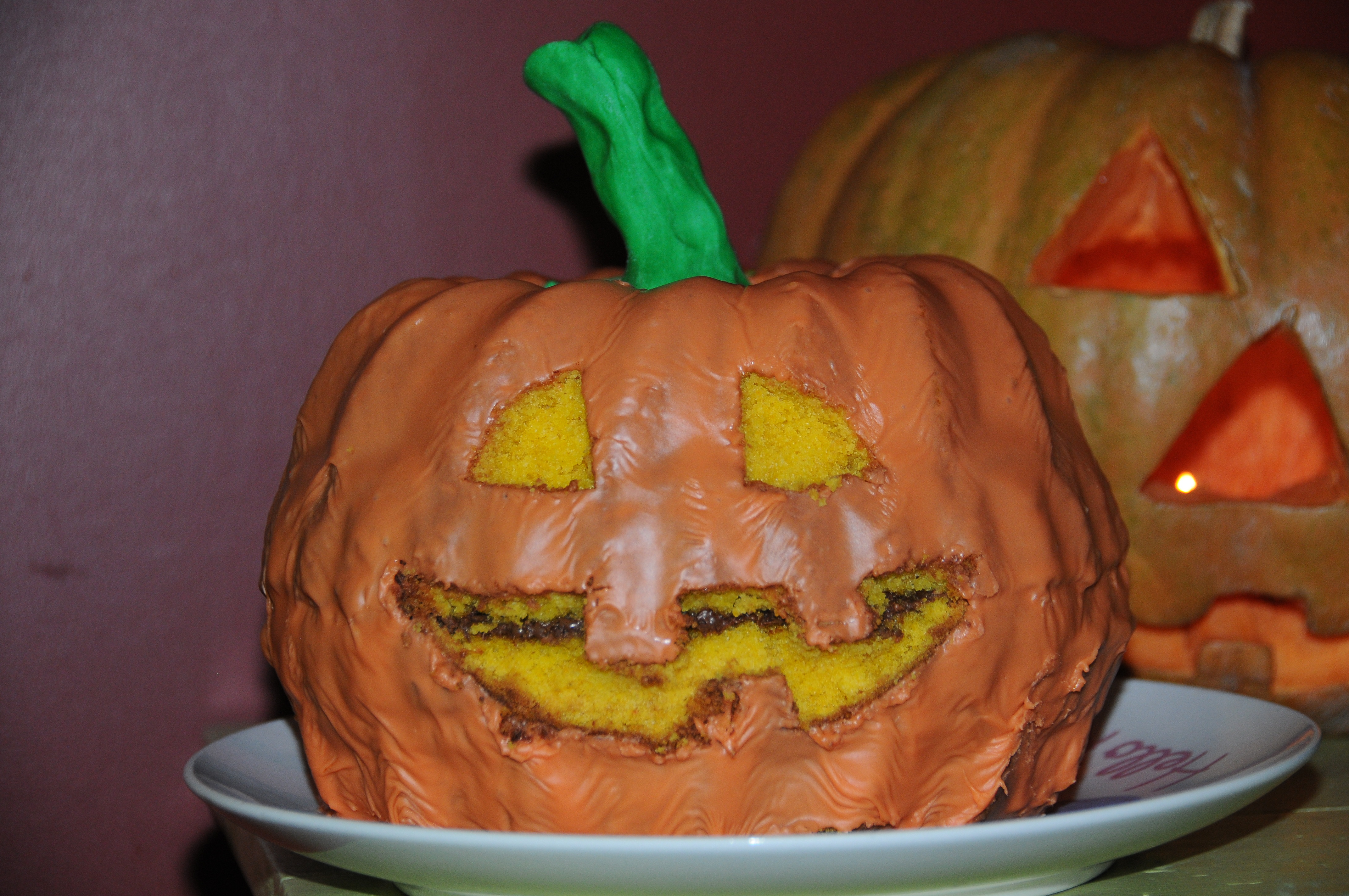
萬聖節蛋糕
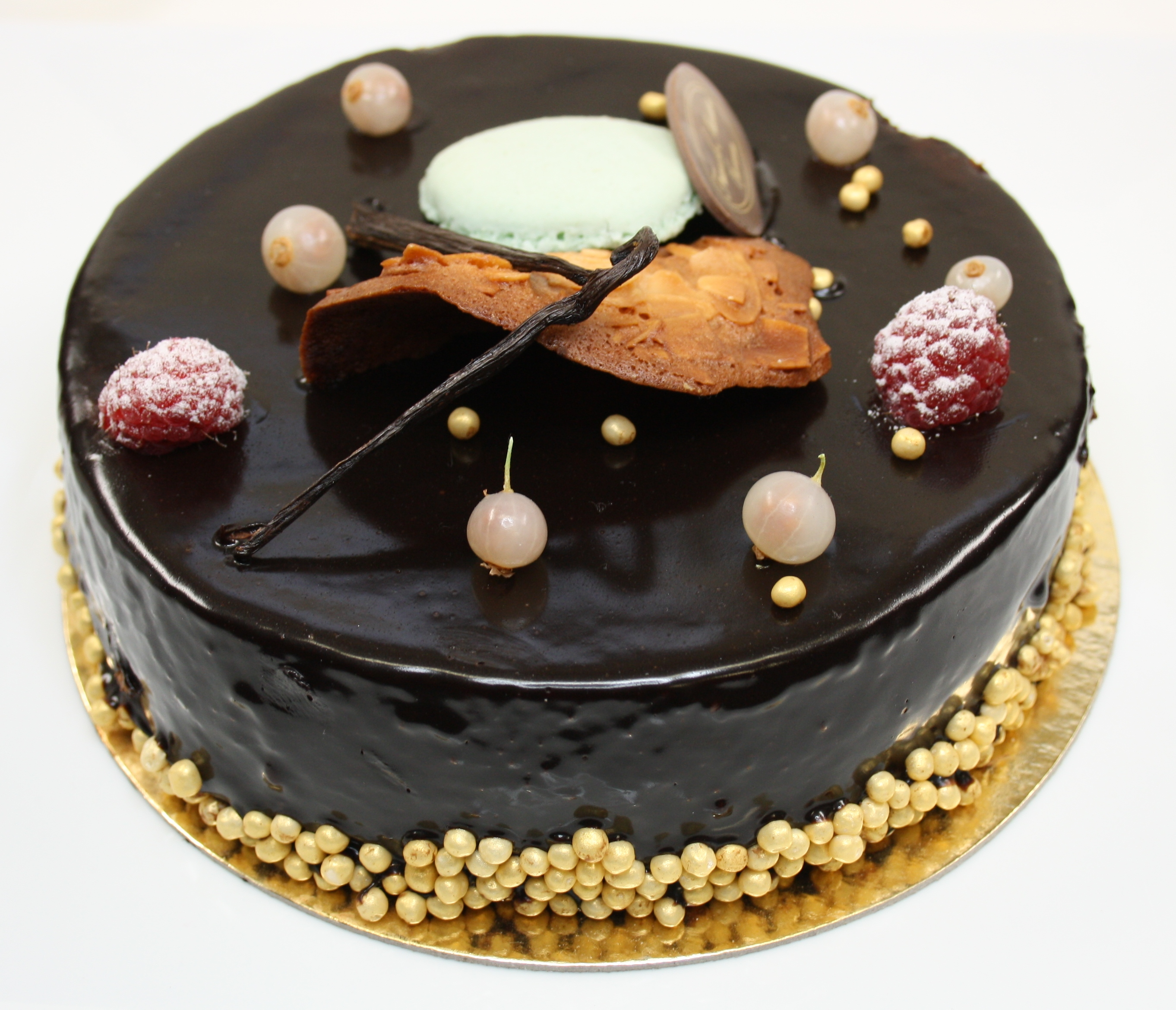
巧克力慕絲蛋糕
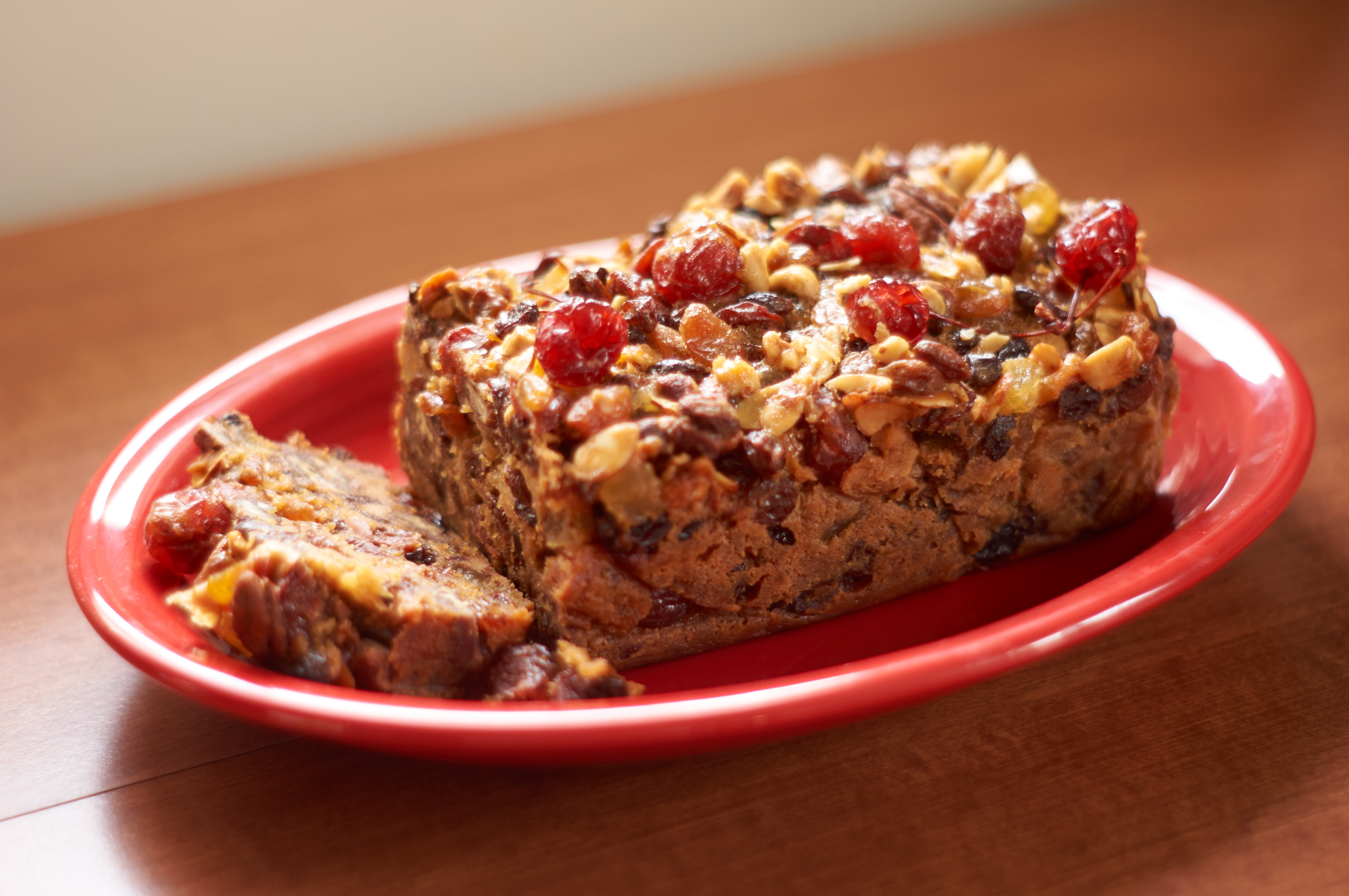
傳統鮮果蛋糕
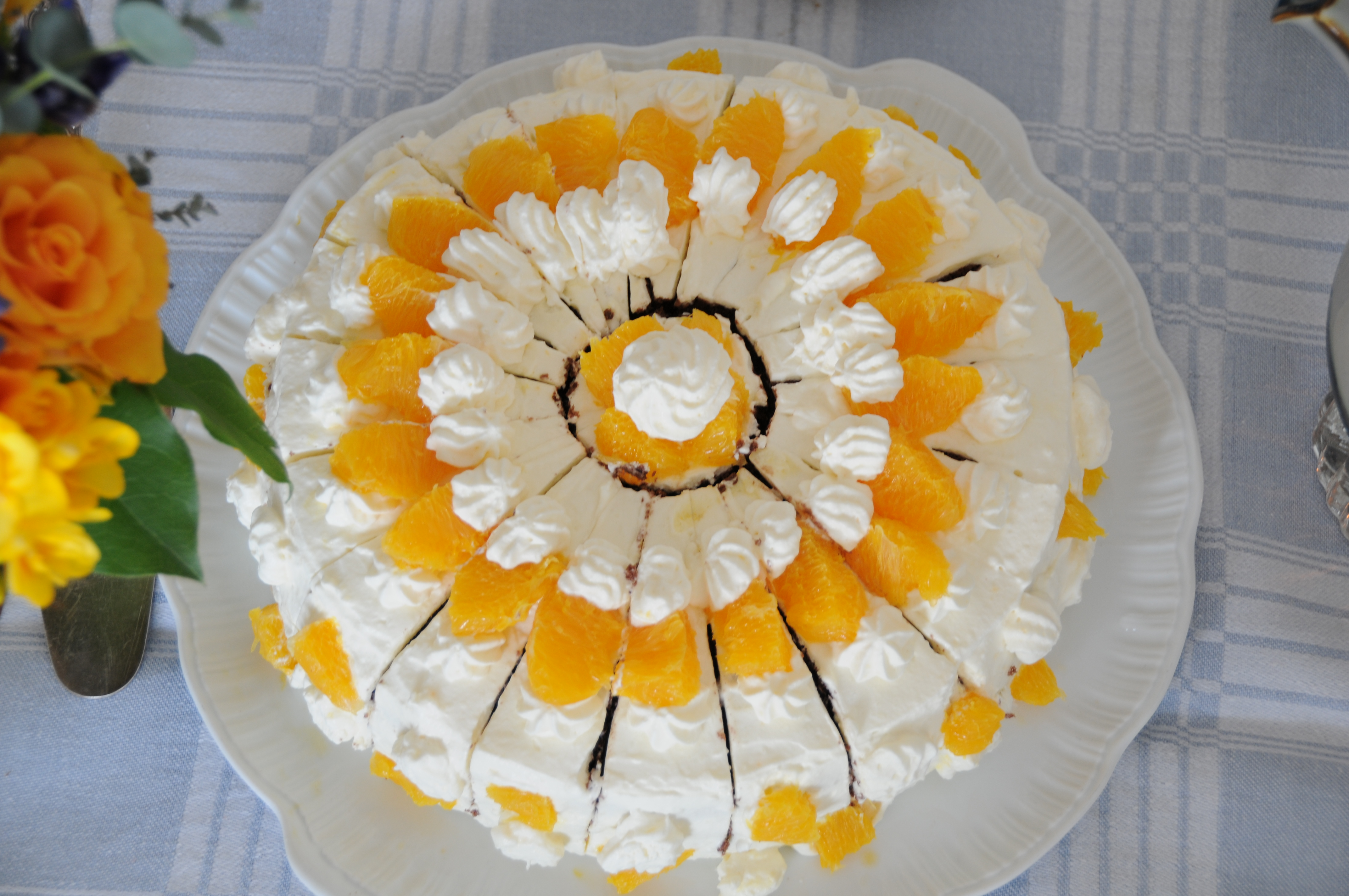
香橙蛋糕
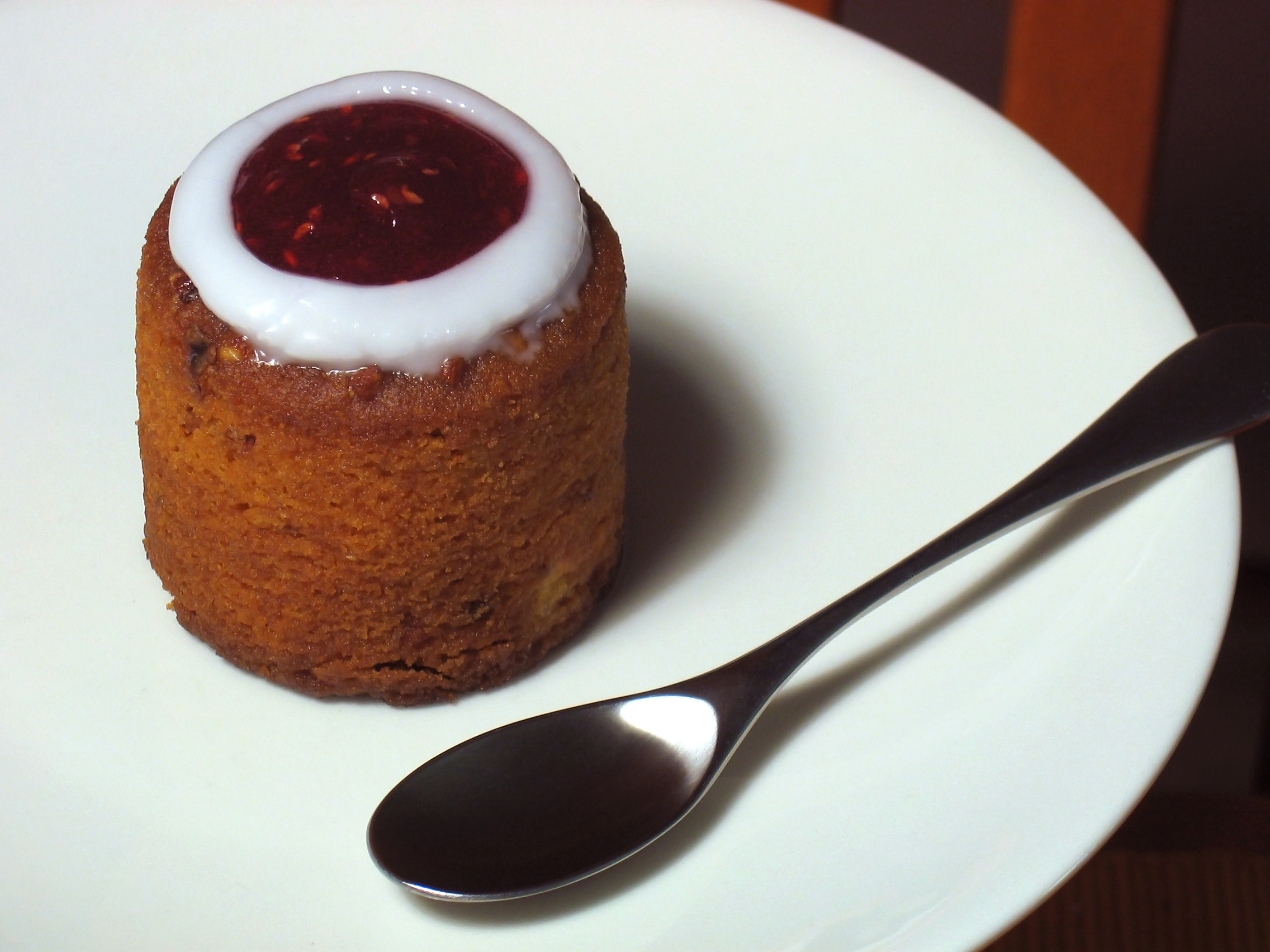
芬蘭鲁内贝里蛋糕
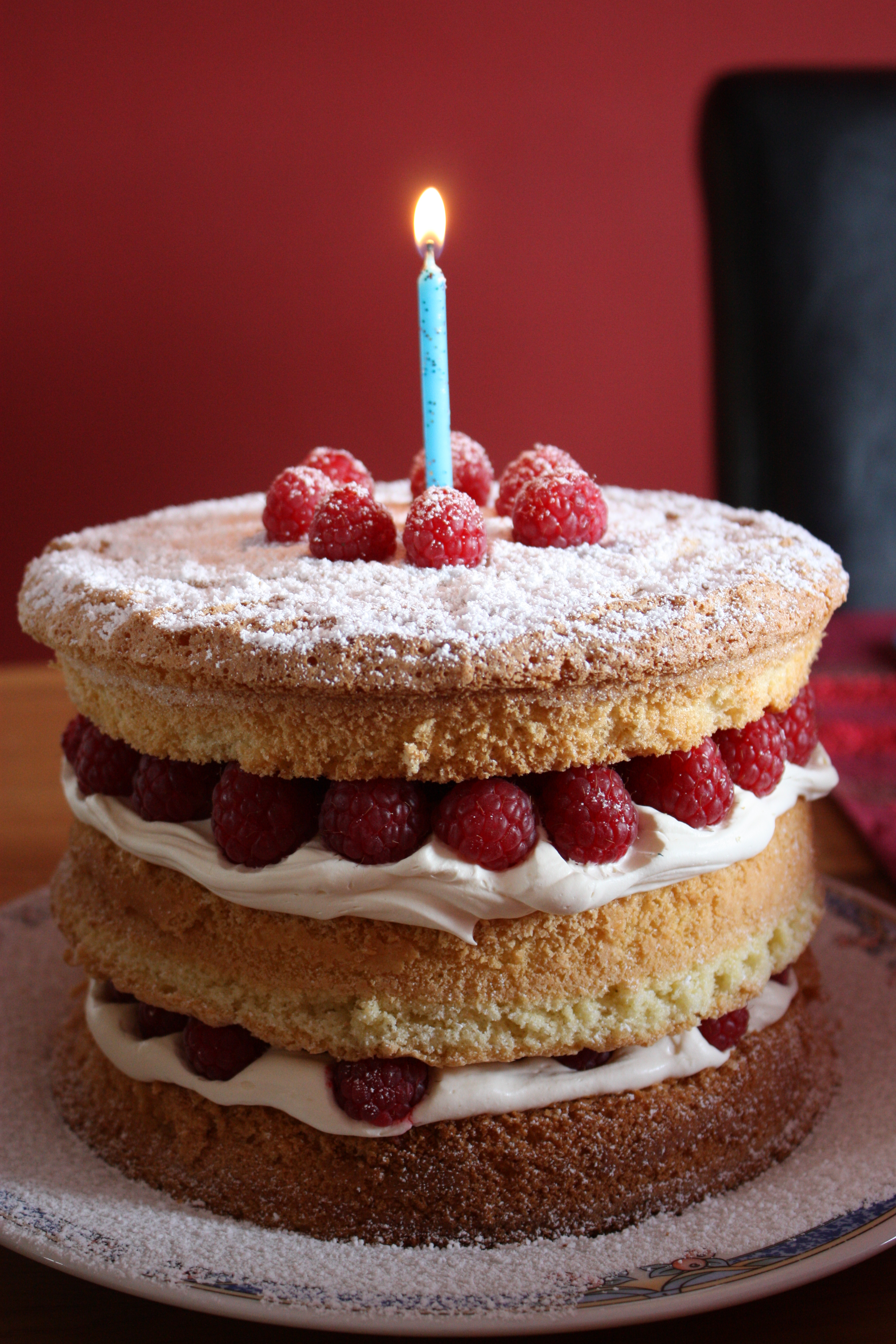
紅桑子千層蛋糕
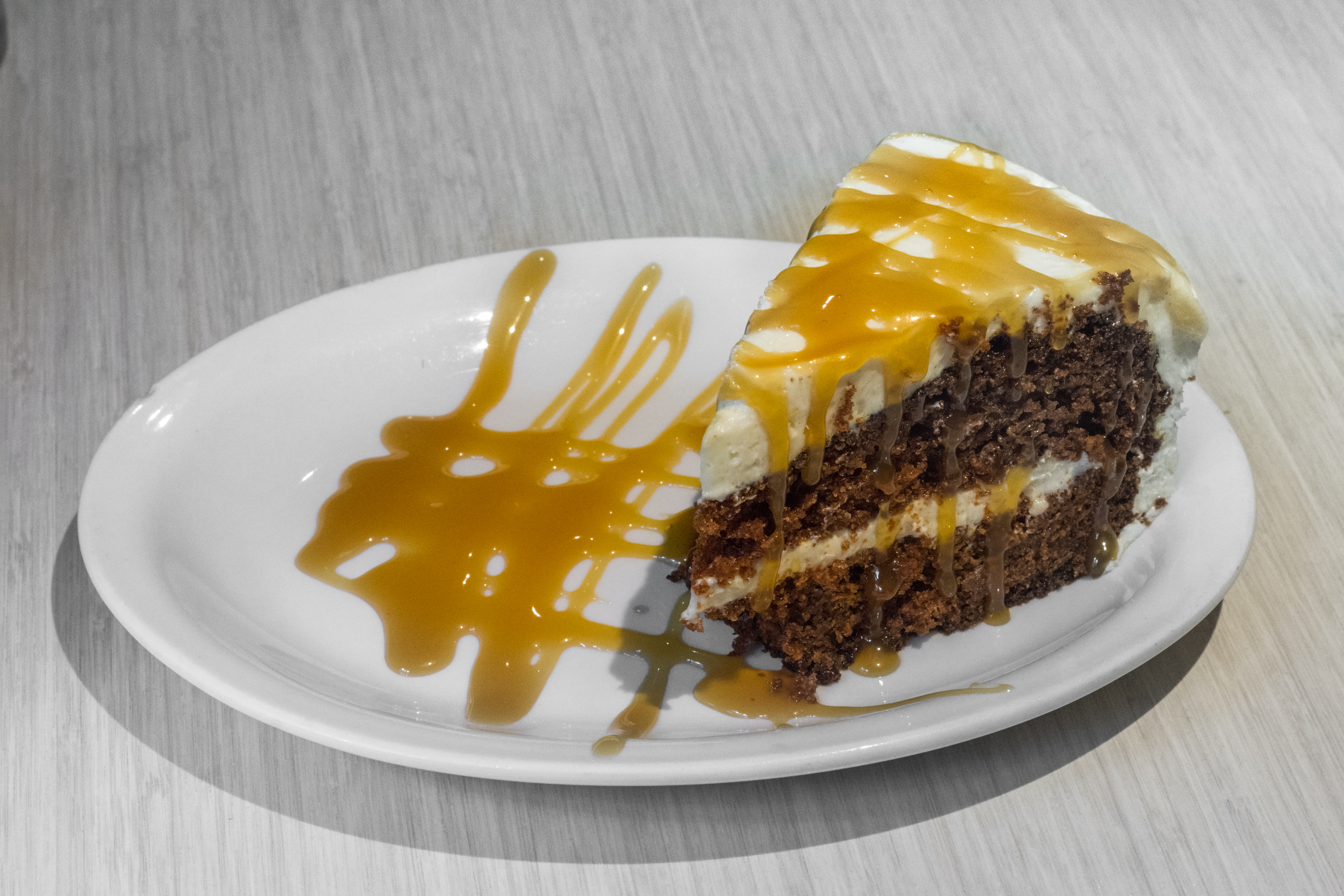
蘿蔔切件蛋糕

## 資料來源
1. ↑  . June 2016  [2022-04-29]. （原始内容存档于2019-04-06）.
2. 1 2  Castella, Krystina. . 2010: 3-7. ISBN 978-1-60342-576-6.
3. 1 2  Ayto, John. . Oxford [Oxfordshire]: Oxford University Press. 2002. ISBN 0-19-280352-2.
4. ↑  Park, Michael. . bonappetit.com. Bon Appétit. 2013  [2022-04-29]. （原始内容存档于2021-10-25）.
5. ↑  Catalano, Christina. . Constructing the Past. 2002, 3 (1): 45  [25 May 2014]. （原始内容存档于2021-11-27）.
6. ↑  . 蘋果日報. 2015年9月11日  [2015年9月12日]. （原始内容存档于2016年3月5日）.（繁體中文）
7. ↑  Robbins, Mary Jane. . King Arthur Flour.   [6 December 2015]. （原始内容存档于2020-06-14）.
8. ↑  . The Spruce Eats.   [2022-04-29]. （原始内容存档于2021-09-26）.
9. ↑  Tartan, Beth. . The University of North Carolina Press. 1992  [2022-04-29]. ISBN 9780807843758. （原始内容存档于2021-12-25）.
10. ↑  Cloake, Felicity. . Guardian. 16 May 2013  [6 December 2015]. （原始内容存档于2021-09-04）. [Victoria sponge] is a misnomer, because a true sponge, of the kind used in Swiss rolls, is made from a whisked mixture of eggs, sugar and flour.
11. ↑  Medrich, Alice. . New York: Scribner. 1997: 949. ISBN 0-684-81870-1.
12. ↑  Berry, Mary. . Food: Recipes (BBC).   [6 December 2015]. （原始内容存档于2021-04-22）.
13. ↑  Farmer, Fannie Merritt. . 1896: 420  [2022-04-29]. （原始内容存档于2022-05-08）.
14. ↑  Berolzheimer, Ruth. . 1948  [2022-04-29]. ISBN 9780399513886. （原始内容存档于2021-12-25）.
15. ↑  . 1920  [2022-04-29]. （原始内容存档于2022-01-30）.
16. ↑  . Lancashire Life. 1 June 2011  [9 October 2015]. （原始内容存档于2016-12-23）.

1. ↑  .   [2022-07-26]. （原始内容存档于2022-08-08）.